# Heliococcus caucasicus
Heliococcus caucasicus är en insektsart som beskrevs av Borchsenius 1949. Heliococcus caucasicus ingår i släktet Heliococcus och familjen ullsköldlöss.
Artens utbredningsområde är Armenien. Inga underarter finns listade i Catalogue of Life.